# MIA
MIA (англ. Melanoma inhibitory activity) – білок, який кодується однойменним геном, розташованим у людей на короткому плечі 19-ї хромосоми. Довжина поліпептидного ланцюга білка становить 131 амінокислот, а молекулярна маса — 14 509.
| 10         |  | 20         |  | 30         |  | 40         |  | 50         |
| ---------- |  | ---------- |  | ---------- |  | ---------- |  | ---------- |
| MARSLVCLGV |  | IILLSAFSGP |  | GVRGGPMPKL |  | ADRKLCADQE |  | CSHPISMAVA |
| LQDYMAPDCR |  | FLTIHRGQVV |  | YVFSKLKGRG |  | RLFWGGSVQG |  | DYYGDLAARL |
| GYFPSSIVRE |  | DQTLKPGKVD |  | VKTDKWDFYC |  | Q          |  |            |

A: Аланін

C: Цистеїн

D: Аспарагінова кислота

E: Глутамінова кислота

F: Фенілаланін

G: Гліцин

H: Гістидин

I: Ізолейцин

K: Лізин

L: Лейцин

M: Метіонін

P: Пролін

Q: Глутамін

R: Аргінін

S: Серин

T: Треонін

V: Валін

W: Триптофан

Кодований геном білок за функцією належить до факторів росту. 
Задіяний у такому біологічному процесі, як альтернативний сплайсинг. 
Секретований назовні.